# Districte de Chibabava
El districte de Chibabava és un districte de Moçambic, situat a la província de Sofala. Té una superfície de 8.012 kilòmetres quadrats. En 2007 comptava amb una població de 72.273 habitants. Limita al nord i nord-oest amb el districte de Sussundenga, a l'oest amb el districte de Mossurize, a l'oest, sud-est i sud amb el districte de Machaze (tots districtes de la província de Manica), al sud i sud-est amb el districte de Machanga i a l'est i al nord-est amb el districte de Búzi.

## Divisió administrativa
El districte està dividit en tres postos administrativos (Chibabava, Goonda e Muxungue), compostos per les següents localitats:
- Posto Administrativo de Chibabava:
  - Chibabava
- Posto Administrativo de Goonda:
  - Goonda
  - Tronga
- Posto Administrativo de Muxungue:
  - Mucheve
  - Muxungue